# Святославское сельское поселение (Кемеровская область)
Святославское се́льское поселе́ние — упразднённое муниципальное образование в Ижморском районе Кемеровской области Российской Федерации.
Административный центр — село Святославка.

## Статистика
На территории поселения насчитывается 413 индивидуальных хозяйств, проживает 910 человек, из них трудоспособного населения 496, детей 171.
На территории Святославского сельского поселения расположена одна средняя образовательная школа, одна общеобразовательная и одна начальная школы, три детских сада, два дома культуры и два сельских клуба, две врачебные амбулатории, четыре фельдшерско-акушерских пункта, четыре библиотеки, 11 торговых точек, три почтовых отделения связи. Предприятия сельского хозяйства представлены базовым хозяйством территории ОООФХ «ИжморВодСтрой».

## История
Статус и границы сельского поселения установлены Законом Кемеровской области от 17 декабря 2004 года № 104-ОЗ «О статусе и границах муниципальных образований»

## Население
| 2010 | 2011  | 2012  | 2013  | 2014  | 2015  | 2016 |
| ---- | ----- | ----- | ----- | ----- | ----- | ---- |
| 1201 | ↘1198 | ↘1131 | ↘1095 | ↘1055 | ↘1009 | ↘990 |
| 2017 | 2018  | 2019  |       |       |       |      |
| ↗995 | ↘963  | ↘936  |       |       |       |      |

## Состав сельского поселения
| № | Населённый пункт | Тип населённого пункта       | Население |
| - | ---------------- | ---------------------------- | --------- |
| 1 | Котовский        | посёлок                      | 44        |
| 2 | Левашовка        | село                         | 55        |
| 3 | Новоорловка      | деревня                      | 42        |
| 4 | Новославянка     | село                         | 297       |
| 5 | Островка         | село                         | 193       |
| 6 | Святославка      | село, административный центр | 570       |